# Dálnice v Turecku

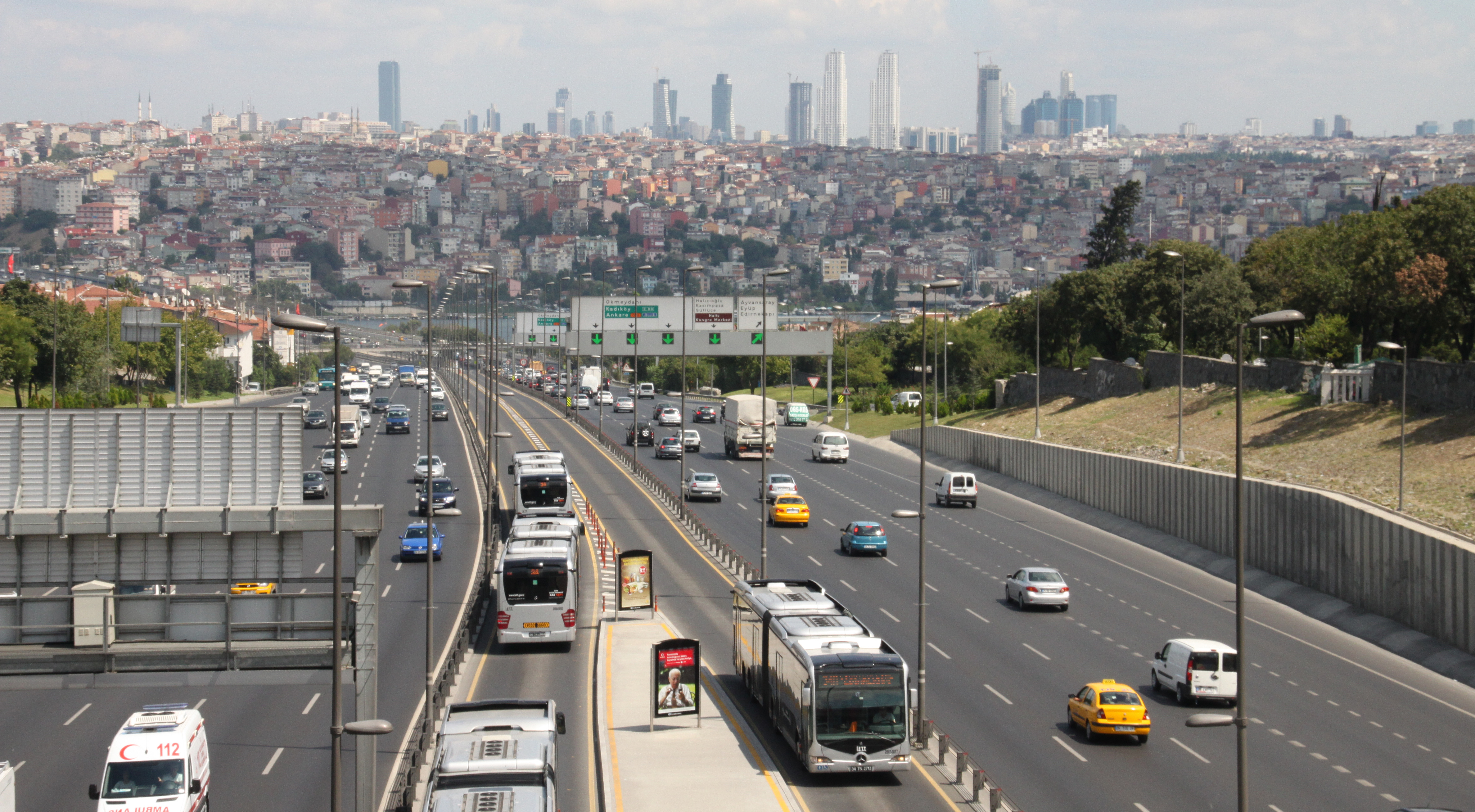
Dálnice O-1 v Istanbulu

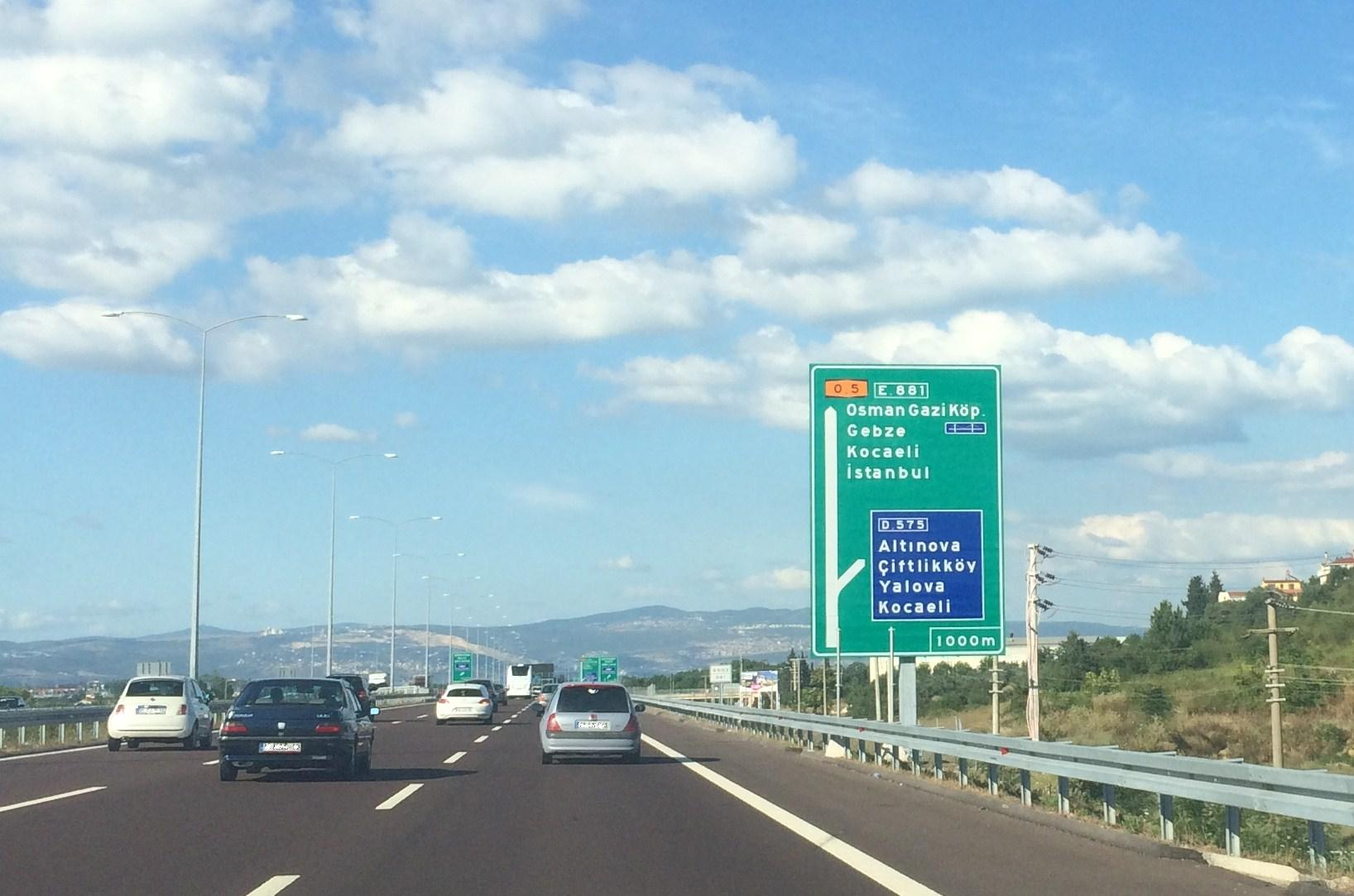
Dálnice O-5

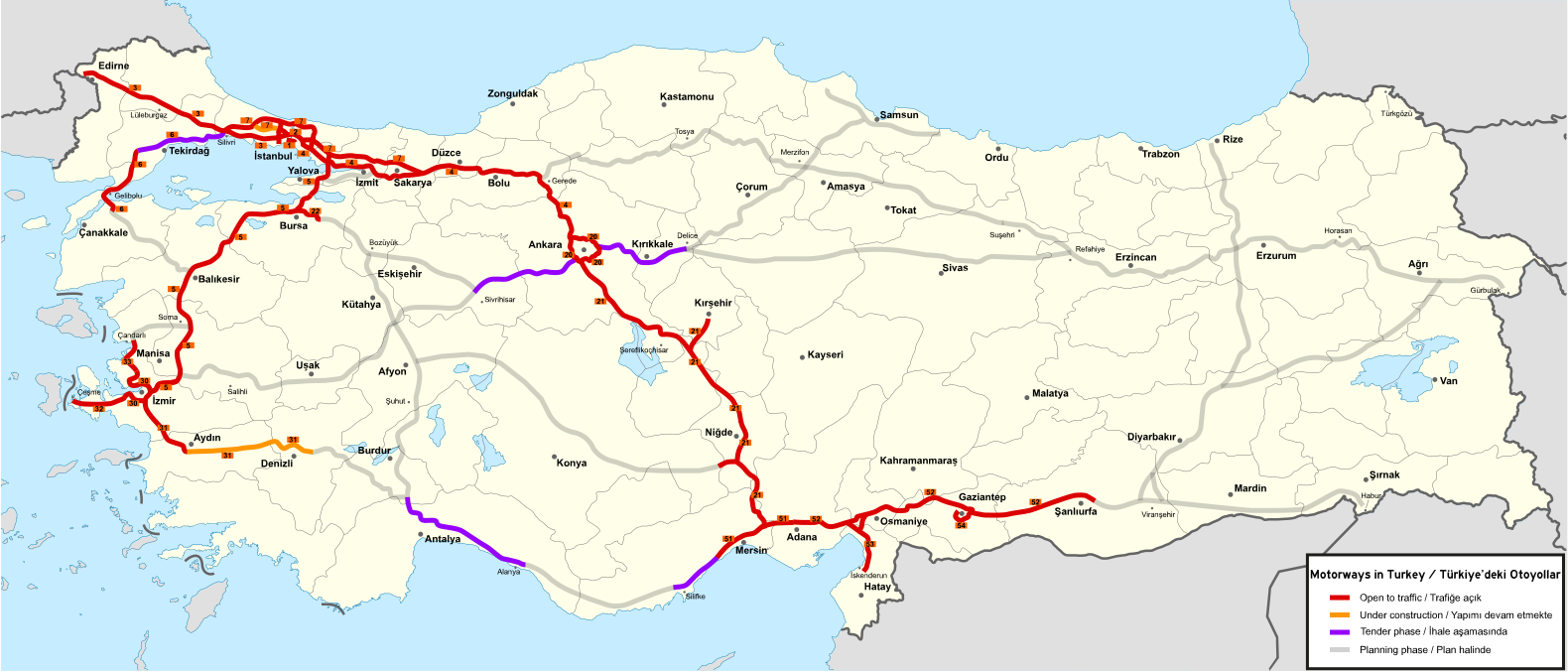
Schéma turecké dálniční sítě

Dálnice v Turecku tvoří dopravní síť dlouhou přes 3600 km (3633 km v březnu roku 2022). Nacházejí se zatím jen v západní a jižní části státu (zasahují do třetiny tureckých provincií), síť je ale intenzivně rozšiřována. Jsou označovány písmenem O (otoyol - turecky „dálnice“), za nímž následuje tečka a číslo dálnice, černým písmem na oranžové tabulce. Směrová návěstí na dálnicích jsou zelená s bílým písmem.
Nejvyšší povolená rychlost na tureckých dálnicích je pro osobní automobily 120 km/h. Funguje zde mýtný systém pro všechna vozidla. Turecko má poměrně vysoké normy pro klasifikaci dálnice: dálnice musí mít minimálně 3 pruhy v každém směru a úseky, které mohou být nebezpečné (mosty, tunely, výjezdy ad.), musí být osvětleny. Na odpočívkách bývá mimo parkoviště a čerpací stanici i motel. Na dálnicích by se neměly vyskytovat příliš ostré zatáčky, klesání či stoupání. Na dálnice nemají přístup vozidla, která se pohybují rychlostí pod 40 km/h, jako zemědělské stroje či jízdní kola.
Turecko má mimo těchto dálnic ještě rozsáhlou síť čtyřproudých silnic, které pokrývají celé státní území.

## Historie výstavby
Výstavba národního silničního systému v Turecku byla započata již v roce 1948, kdy prudce narostl počet automobilů v zemi. V 60. letech minulého století začaly být problémy s kapacitou mnohým meziměstských silnic. První plány na výstavbu dálnic byly uvedeny do praxe v roce 1968, kdy se začala stavět první víceproudová silnice v Istanbulu. V 70. letech začala výstavba dalších dálnic. V roce 1983 se stal tureckým předsedou vlády Turgut Özal, který vytvořil plán na výstavbu nových dálnic v Turecku. V roce 1985 začal obří projekt mezikontinentální dálnice o délce 772 km, který spojoval město Edirne nedaleko bulharských hranic, Istanbul a hlavní město Ankaru, jehož součástí byl i dálniční most přes Bosporský průliv. Výstavba dalších úseků dále pokračovala a dnes má Turecko přes 3500 km dálnic.

### Budoucnost
Turecká dálniční síť se dále rozšiřuje, očekává se, že do roku 2023 bude síť dosahovat 4773 km a do roku 2035 9312 km.

## Seznam
| Číslo        | Mapa              | Trasa                                                 | Konečná délka (km) | Ve výstavbě (km) | V provozu (km) |
| ------------ | ----------------- | ----------------------------------------------------- | ------------------ | ---------------- | -------------- |
| O-1 otoyolu  | Karte O1 TR       | Istanbul (Haličský most)                              | 25                 | -                | 25             |
| O-2 otoyolu  | Karte O2 TR       | Istanbul (Most sultána Mehmeda Dobyvatele)            | 37                 | -                | 37             |
| O-3 otoyolu  | Karte O3 TR       | Istanbul - Edirne - Bulharsko (Dálnice A4)            | 229                | -                | 229            |
| O-4 otoyolu  | Karte O4 TR       | Ankara - Istanbul                                     | 407                | -                | 407            |
| O-5 otoyolu  | Karte O33 TR 2015 | Istanbul - Bursa - Izmir                              | 407                | -                | 407            |
| O-6 otoyolu  |                   | Kavakçeşme – Gelibolu – most 1915 Çanakkale – Lapseki |                    |                  | 101            |
| O-7 otoyolu  | Karte O33 TR 2015 | Istanbul - Kocaeli - Sakarya                          | 431                | 336              | 95             |
| O-20 otoyolu | Karte O20 TR      | Ankarský okruh                                        | 110                | -                | 110            |
| O-21 otoyolu | Karte O21 TR 2015 | Ankara - Niğde                                        | 430                | 0                | 162            |
| O-22 otoyolu | Karte O22 TR      | Bursa - Eskişehir                                     | 238                | 0                | 34             |
| O-30 otoyolu | Karte O30 TR      | Izmirská spojka                                       | 51                 | -                | 51             |
| O-31 otoyolu | Karte O31 TR 2015 | Izmir - Aydın                                         | 370                | 9                | 97             |
| O-32 otoyolu | Karte O32 TR      | Izmir                                                 | 79                 | -                | 79             |
| O-33 otoyolu | Karte O33 TR      | Izmir                                                 | 76                 | -                | 76             |
| O-50 otoyolu | Karte O50 TR      | Adana                                                 | 23                 | -                | 23             |
| O-51 otoyolu | Karte O51 TR 2015 | Adana - Mersin                                        | 88                 | -                | 88             |
| O-52 otoyolu | Karte O52 TR 2015 | Adana - Osmaniye - Şanlıurfa                          | 365                | -                | 365            |
| O-53 otoyolu | Karte O53 TR      | Dörtyol (O-52) - İskenderun                           | 150                | -                | 150            |
| O-54 otoyolu | Karte O54 TR      | obchvat města Gaziantep                               | 32                 | -                | 32             |

## Metrobusy

Logo istanbulských metrobusů

Největší turecké město Istanbul provozuje v rámci Městské hromadné dopravy tzv. Metrobusy (turecky Metrobüs), které projíždějí cestami ve středových dělicích pásech u dálnic, kde zastavují na k tomu určených zastávkách, kterých je celkem 45 a cestující se na ně dostanou po lávkách nad dálnicemi. Celá síť metrobusů měří celkem 50 km. Linky jezdí na mnoha hlavních dálnicích v Istanbulu, včetně hlavní dálnice a Bosporského mostu. Denně metrobusy přepraví 800 000 cestujících.